# Дифтерия
Дифтерия или дифтерит, е заболяване на горните дихателни пътища, характеризиращо се с възпалено гърло, слаба треска и псевдомембрана (налеп) върху сливиците, фаринкса и/или носа. При леките форми на дифтерията може да има само кожни прояви. Причинител е Corynebacterium diphtheriae, аеробна Грам-положителна бактерия.
Дифтерията е силно заразна болест. Разпространява се при пряк физически контакт или по въздушно-капков път. До 20 век е била широко разпространена, но след това е почти премахната в развитите държави. В България ваксината ДТК (произнася се „дифт-тет-кок“ от дифтерия-тетанус-коклюш) е включена в задължителния имунизационен календар.

## Признаци и симптоми
Респираторната форма има инкубационен период от 2 до 5 дни. Развиването на болестта обикновено е постепенно. Симптомите включват отпадналост, треска, леко възпалено гърло и затруднено преглъщане. При заразени деца се проявяват и други симптоми, като гадене, повръщане, втрисане и силна треска, но понякога симптоми се проявяват едва когато болестта е в напреднал стадий. Около 10% от пациентите се оплакват от подуване на врата. Този симптом се свързва с по-висок риск за смърт.
Освен симптомите, които са на входа на инфекцията, пациенти могат да почувстват и по-генерализирани симптоми като апатия, бледост и сърцебиене. Тези симптоми са причинени от токсина, който бактериите отделят. Този токсин би могъл да предизвика и хипотония (ниско кръвно налягане). Късни усложнения на дифтерийния токсин включват кардиомиопатия и периферна невропатия от сензорен тип.
Кожната форма на дифтерията често е вторична инфекция на предшестващо кожно заболяване. Първите признаци на кожна дифтерия се появяват средно една седмица след първичното заболяване.

## Епидемиология
Дифтерията и до днес се счита за опасно заболяване. Рискът от смърт след заразяване е между 5 и 10%, а при деца под 5 и възрастни над 40 години – 20%. Макар и рядко, все още възникват епидемии. След разпадането на Съветския съюз, в бившите съветски републики се нарушава практиката на системно ваксиниране, което води до бързото разпространение на дифтерия. Показателно за това е, че през 1991 г. в СССР има около 2 хиляди случая на дифтерия, докато през 1998 г., по оценка на ол, заразените в ОНД са вече 200 хиляди и има около 5 хиляди случаи на смърт.

## История
Дифтерия произлиза от гръцката дума за “кожа” – διφθερα (дифтера). Името на болестта дава през 1826 г. френският лекар Пиер Бретоно. Това название се свързва с псевдомембраната, която израства върху сливиците, в гърлото и в носа.
|  | Тази страница частично или изцяло представлява превод на страницата Diphteria в Уикипедия на английски. Оригиналният текст, както и този превод, са защитени от Лиценза „Криейтив Комънс – Признание – Споделяне на споделеното“, а за съдържание, създадено преди юни 2009 година – от Лиценза за свободна документация на ГНУ. Прегледайте историята на редакциите на оригиналната страница, както и на преводната страница, за да видите списъка на съавторите. ВАЖНО: Този шаблон се отнася единствено до авторските права върху съдържанието на статията. Добавянето му не отменя изискването да се посочват конкретни източници на твърденията, които да бъдат благонадеждни. |